# Francis Nathaniel Burton
Francis Nathaniel Burton (26 décembre 1766 - 20 janvier 1832) est un administrateur colonial britannique qui fut lieutenant-gouverneur du Bas-Canada. Il est le fils de Francis Conyngham (2e baron Conyngham), et de son épouse Elizabeth Clements, fille de Nathaniel Clements.

## Lieutenant-gouverneur
Burton est député au Parlement d'Irlande de 1790 à 1800, puis après l'union de la Grande-Bretagne et de l'Irlande, député au Parlement de Westminster. Possiblement en reconnaissance de son appui à l'Union, il est nommé en 1808 lieutenant-gouverneur du Bas-Canada. Il ne se rend cependant pas au Canada et se contente d'encaisser son salaire annuel de 1 500 £ pendant 14 ans. Ce n'est qu'en 1822, sous la menace d'une coupure de salaire, qu'il accepte d'aller prendre son poste.
Burton arrive donc à Québec en juin 1822, et ne semble pas jouer de rôle politique important jusqu'au 7 juin 1824, date à laquelle il remplace Dalhousie comme gouverneur lorsque celui-ci part en congé en Grande-Bretagne. Dans le contexte de la lutte de longue haleine qui oppose l'Assemblée législative et le gouverneur pour le contrôle des fonds publics, Burton essaie de réussir un coup d'éclat en faisant adopter une loi pour affecter les deniers publics pour l'année en cours uniquement, sans soulever les questions de principe sur le droit de l'exécutif de disposer de certains revenus sans être soumis au contrôle de l'Assemblée.
Dalhousie est furieux de cet arrangement qui selon lui met en péril les prérogatives de la Couronne. Le ministre des Colonies Bathurst le voit cependant d'un meilleur œil, et ne le renie pas. Il n'est donc pas surprenant que dès le retour de Dalhousie à Québec en septembre 1825, Burton se rembarque pour la Grande-Bretagne. Il ne revient plus au Canada même s'il garde le titre de lieutenant-gouverneur jusqu'à sa mort.